# Monsieur Albert (film, 1932)
Pour les articles homonymes, voir Monsieur Albert.
Pour plus de détails, voir Fiche technique et Distribution.
Monsieur Albert est un film français de Karl Anton sorti en 1932.
Un autre film britannique (Service for Ladies), basé sur le même roman d'Ernest Vajda, est sorti la même année.

## Fiche technique
- Titre  : Monsieur Albert
- Réalisation :  Karl Anton
- Scénario : Benjamin Glazer d'après le roman The Head Waiter d'Ernest Vajda
- Photographie : Rudolph Maté
- Musique : Marcel Lattès
- Décors : Henri Ménessier
- Costumes : Annette Sarradin
- Société de production : Studios Paramount
- Pays de production :  France
- Format : Noir et blanc — 35 mm — 1,37:1 — Son : Mono
- Genre : Comédie
- Durée : 95 minutes (1 h 35)
- Date de sortie : 
  - France : 22 juin 1932[1]

## Distribution
- Noël-Noël : Monsieur Albert
- Betty Stockfeld : Sylvia Robertson
- Marcel Barencey : Octave
- Charles Carson : M.. Robertson
- Edwige Feuillère : La comtesse Peggy Riccardi
- Vera Baranovskaya : La duchesse
- Louis Baron fils : Le roi
- René Donnio : William
- Jean Mercanton : Le groom
- Georges Bever
- Pierre Palau